# Словаки в Україні
Словаки в Україні — національна меншина, що компактно проживає на заході Закарпатської області. У 2001 році в Україні налічувалось 6397 словаків, в тому числі у Закарпатській області 5695 осіб.

## Чисельність
Чисельність словаків за переписами:
- 1900 — 12 706 (Закарпаття)
- 1959 — 13 991
- 1970 — 10 204
- 1979 — 8 744
- 1989 — 7 943
- 2001 — 6 397

За переписом 2001 року майже 90 % українських словаків проживають у Закарпатській області, де вони є шостим за чисельністю народом. Майже половина Закарпатських словаків (2,5 тис.) мешкають в Ужгороді, де вони становлять 2,2 % населення (3,3 % — 1989 р., 12,0 % — 1959 р.). В Ужгороді словаки за чисельністю поступаються лише українцям, росіянам та угорцям. В Ужгородському районі мешкають приблизно 1200 словаків (1,6 % населення).
Менші групи словацького населення проживають у Свалявському районі (400 осіб), Великоберезнянському, Іршавському, Перечинському районах (300 осіб), Мукачівському районі (200 осіб)
За межами Закарпаття мешкають 702 словаки, в тому числі у Києві 83, у Рівненській області 81, Львівській — 66, Дніпропетровській — 61.

## Мова

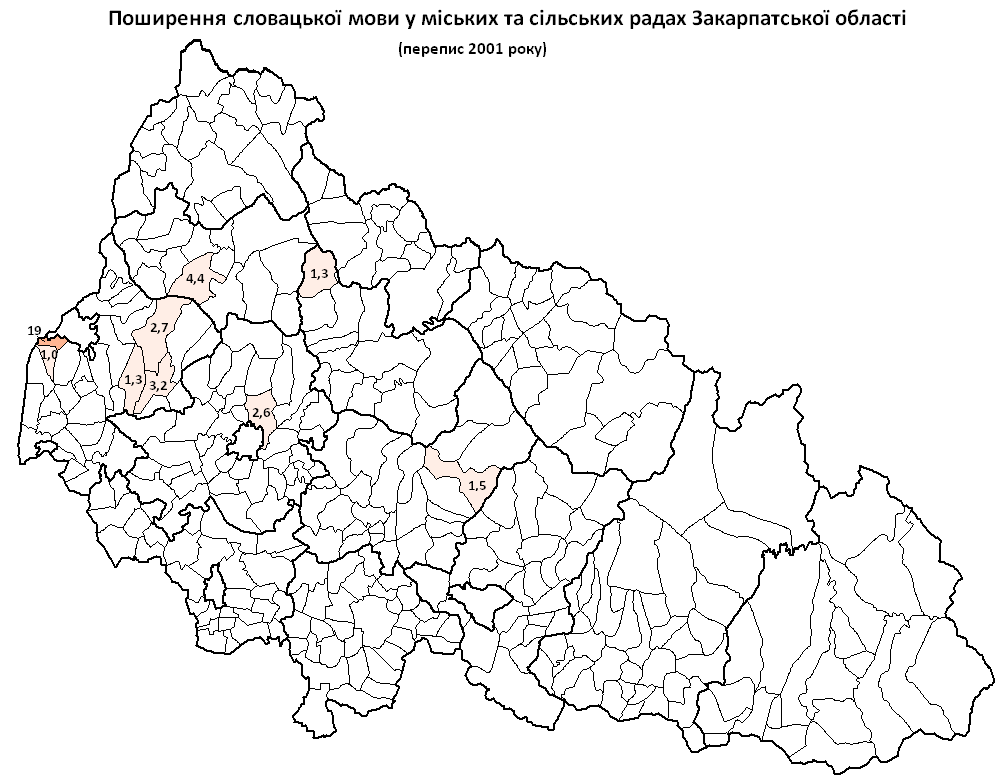
Поширення словацької мови у містах і сільрадах Закарпатської області за переписом 2001 року

Рідна мова словаків України за переписом 2001 року:
- словацька — 2 633 (41,2 %)
- українська — 2 665 (41,7 %)
- угорська — 704 (11,0 %)
- російська — 335 (5,2 %)
- інша — 60 (0,9 %)

Рідна мова словаків України за переписом 1989 року:
- словацька — 2 814 (35,4 %)
- українська — 2 601 (32,7 %)
- угорська — 1 918 (24,1 %)
- російська — 536 (6,7 %)
- інша — 74 (0,9 %)

Рідна мова словаків України за переписом 1970 року:
- словацька — 5 239 (51,3 %)
- українська — 2 021 (19,8 %)
- угорська — ~2 500 (24,5 %)
- російська — 365 (3,6 %)
- інша — ~79 (0,8 %)

Населені пункти, в яких словацьку мову назвали рідною понад 2 % населення:
| Населений пункт   | Район              | % словацькомовних |
| с. Сторожниця     | Ужгородський район | 18,8              |
| с. Анталовці      | Ужгородський район | 9,4               |
| с. Глибоке        | Ужгородський район | 5,4               |
| с. Тур'ї Ремети   | Перечинський район | 4,4               |
| с. Гута           | Ужгородський район | 3,9               |
| с. Родникова Гута | Свалявський район  | 3,7               |
| смт Середнє       | Ужгородський район | 3,2               |
| смт Кольчино      | Мукачівський район | 2,6               |